# Маккари
Маккари (яп. 真狩村 Маккари-мура) — село в Японии, находящееся в уезде Абута округа Сирибеси губернаторства Хоккайдо. Площадь села составляет 114,43 км², население — 2162 человека (30 июня 2014), плотность населения — 18,89 чел./км².

## Географическое положение
Село расположено на острове Хоккайдо в губернаторстве Хоккайдо. С ним граничат посёлки Куттян, Кёгоку, Нисеко, Кимобецу, Тоёура, Тояко и село Русуцу.

## Население
Население села составляет 2162 человека (30 июня 2014), а плотность — 18,89 чел./км². Изменение численности населения с 1980 по 2005 годы:
| 1980 | 3140 чел. |  |
| 1985 | 3028 чел. |  |
| 1990 | 2826 чел. |  |
| 1995 | 2649 чел. |  |
| 2000 | 2536 чел. |  |
| 2005 | 2354 чел. |  |

## Символика
Деревом села считается Cercidiphyllum japonicum.